# Фишинген (Баден)
Фишинген (њем. Fischingen) општина је у њемачкој савезној држави Баден-Виртемберг. Једно је од 35 општинских средишта округа Лерах. Према процјени из 2010. у општини је живјело 677 становника. Посједује регионалну шифру (AGS) 8336024.

## Географски и демографски подаци
Фишинген се налази у савезној држави Баден-Виртемберг у округу Лерах. Општина се налази на надморској висини од 280–390 метара. Површина општине износи 1,9 km². У самом мјесту је, према процјени из 2010. године, живјело 677 становника. Просјечна густина становништва износи 358 становника/km².